# Hookeria bicolor
Hookeria bicolor là một loài Rêu trong họ Hookeriaceae. Loài này được Schimp. ex Besch. mô tả khoa học đầu tiên năm 1876.